# Бородянська селищна територіальна громада
Бородянська селищна територіальна громада — територіальна громада в Україні, в Бучанському районі Київської області. Адміністративний центр — селище Бородянка.
Площа громади — 513,47 км², населення — 25 407 осіб (2020).
Утворена 12 червня 2020 року шляхом об'єднання Бородянської селищної ради та Дмитрівської, Дружнянської, Загальцівської, Качалівської, Майданівської, Мирчанської, Небратської, Новогребельської, Новозаліської, Новокорогодської, Пилиповицької, Шибенської сільських рад Бородянського району.

## Населені пункти
У складі громади 1 селище (Бородянка) і 31 село:
- Берестянка
- Бондарня
- Вабля
- Великий Ліс
- Вишняки
- Волиця
- Гай
- Галинка
- Дмитрівка
- Дружня
- Загальці
- Качали
- Коблицький Ліс
- Коблиця
- Красний Ріг
- Майданівка
- Мирча
- Михайленків
- Небрат
- Нова Буда
- Нова Гребля
- Нове Залісся
- Новий Корогод
- Озерщина
- Пилиповичі
- Поташня
- Стара Буда
- Тальське
- Торф'яне
- Шибене
- Язвинка

## Старостинські округи
- Дружнянський
- Загальцівський
- Качалівський
- Майданівський
- Мирчанський
- Новогребельський
- Новозаліський
- Новокорогодський
- Пилиповицький
- Шибенський